# Dharwad (Rural), Dharwad
Dharwad (Rural) là một làng thuộc tehsil Dharwad, huyện Dharwad, bang Karnataka, Ấn Độ.